# Rebelión de Guadalajara (1823)
La rebelión de Guadalajara de 1823 fue un conflicto armado encabezado por el gobierno de Jalisco luego de la caída del Primer Imperio Mexicano y la victoria de la revolución del Plan de Casa Mata.

## Motín y decreto
Al pronunciar su independencia la provincia de Guadalajara por medio de su Junta provisional en un manifiesto en donde se oponía al Congreso, se exaltaba a los ayuntamientos de ese territorio a establecer una república federal. Consecuencia de este, el 12 de mayo se llevó a cabo un desorden tremendo que dio fe del desacuerdo que aún existía entre la población, ya que mientras unos gritaban por las calles el regreso de Iturbide otros apoyaban a la república. Tal movimiento originó que el jefe político enviara sobre los amotinados algunas partidas de tropa, causando derramamiento de sangre. Seguidos de estos sucesos, la Diputación Provincial decretó: 

1.- Desde el día de hoy y hasta que no se reciba contestación del Soberano Congreso y supremo poder ejecutivo, se suspende el cumplimiento de todos los decretos y órdenes que se expidan por uno y otro poder.

2.- Durante esta suspensión, la Diputación provincial será la primera autoridad de la provincia y con ella deben entenderse todas las demás en el último recurso.

3.- Se agregarán a la Diputación, en clase de vocales, tres individuos del ilustre Ayuntamiento de esta capital nombrados por el mismo.

4.- Se comunicarán por escrito estas disposiciones a todas las Diputaciones provinciales de la nación, excitándolas al establecimiento de una federación general.

## Rebelión
A todos los pronunciamientos, el Poder ejecutivo y el Congreso llamó a la formación de un nuevo Congreso que con más amplios poderes constituyese a la nación bajo el sistema de elección indirecta, asignando a un diputado a cada 50 000 habitantes o a las fracciones que pasasen los 40 000. Con esta medida la mayor parte de las provincias volvieron a la calma, sin embargo, Guadalajara se disponía a resistir, siendo necesario el empleo de la fuerza militar para reducir el levantamiento. Se arregló una expedición comandada por el general Nicolás Bravo y como segundo a Pedro Celestino Negrete. 

## Consecuencias
La expedición fue todo un éxito, tomando el general Negrete Colima y logrando que todo el distrito volviera al orden, constituyéndose desde ese momento como territorio de la nación. Bravo por su parte, arregló las cosas satisfactoriamente y regresó a Guanajuato en caso de que con brevedad las circunstancias le exigieran tomar otro punto del país.